# Stimmkreis Aschaffenburg-West
Der Stimmkreis Aschaffenburg-West ist einer von rund 90 Stimmkreisen bei Wahlen zum Bayerischen Landtag und zu den Bezirkstagen sowie bei Volksentscheiden. Er gehört zum Wahlkreis Unterfranken.
Mindestens seit der Landtagswahl 2008 umfasst er die kreisfreie Stadt Aschaffenburg sowie die Gemeinden Glattbach, Goldbach, Großostheim, Haibach, Johannesberg, Mainaschaff und Stockstadt a.Main des Landkreises Aschaffenburg. Die übrigen Gemeinden dieses Landkreises liegen im Stimmkreis Aschaffenburg-Ost.

## Landtagswahl 2023
Zur Landtagswahl 2023 traten folgende Parteien und Direktkandidaten im Stimmkreis Aschaffenburg-West an und erzielten folgende Ergebnisse:
| Nr. | Direktkandidat      | Partei       | Erststimmen in % | Gesamtstimmen in % |
| --- | ------------------- | ------------ | ---------------- | ------------------ |
| 1   | Winfried Bausback   | CSU          | 38,6             | 39,5               |
| 2   | Thomas Mütze        | GRÜNE        | 15,7             | 15,9               |
| 3   | Maili Wagner        | Freie Wähler | 8,7              | 8,7                |
| 4   | Jörg Baumann        | AfD          | 16,5             | 16,5               |
| 5   | Martina Fehlner     | SPD          | 12,2             | 10,7               |
| 6   | Lukas Bohn          | FDP          | 2,8              | 3,1                |
| 7   | Oscar Friedenberger | LINKE        | 1,9              | 1,9                |
| 8   | Marco Scholz        | BP           | 0,6              | 0,6                |
| 9   | Bernhard Schmitt    | ÖDP          | 1,8              | 2,0                |
| 10  | Ulrike Kämmerer     | dieBasis     | 1,0              | 1,0                |

## Landtagswahl 2018
Im Stimmkreis waren insgesamt 93.388 Einwohner wahlberechtigt. Die Landtagswahl am 14. Oktober 2018 hatte folgendes Ergebnis:
| Direktkandidat    | Partei           | Erststimmen in % | Gesamtstimmen in % | Veränderung der Gesamtstimmen im Vergleich zur Landtagswahl 2013 in % |
| ----------------- | ---------------- | ---------------- | ------------------ | --------------------------------------------------------------------- |
| Winfried Bausback | CSU              | 37,3             | 37,3               | − 8,6                                                                 |
| Martina Fehlner   | SPD              | 14,7             | 12,9               | − 9,7                                                                 |
| Hans Jürgen Fahn  | Freie Wähler     | 5,3              | 5,7                | + 1,0                                                                 |
| Stefan Wagener    | GRÜNE            | 18,6             | 18,6               | + 5,2                                                                 |
| Peter Kolb        | FDP              | 6,2              | 6,2                | + 2,2                                                                 |
| Tobias Schäffer   | LINKE            | 3,3              | 3,6                | + 1,8                                                                 |
| Benjamin Nix      | BP               | 0,7              | 0,7                | − 0,9                                                                 |
| Rudolf Lang       | ÖDP              | 1,2              | 1,4                | +/− 0,0                                                               |
| -                 | PIRATEN          | -                | 0,3                | − 2,2                                                                 |
| -                 | Die Franken      | -                | 0,1                | − 0,2                                                                 |
| Alfred Sacher     | AfD              | 10,9             | 11,2               | + 11,2                                                                |
| -                 | mut              | -                | 0,1                | + 0,1                                                                 |
| Andreas Portscher | Die Partei       | 1,4              | 1,2                | + 1,2                                                                 |
| -                 | Tierschutzpartei | -                | 0,3                | + 0,3                                                                 |
| Michael Specht    | V-Partei³        | 0,5              | 0,4                | + 0,4                                                                 |

## Landtagswahl 2013
Die Wahlbeteiligung der 93.873 Wahlberechtigten im Stimmkreis betrug 58,6 Prozent, bei einem Landesdurchschnitt von 63,9 Prozent war dies Rang 81 unter den 90 Stimmkreisen. Das Direktmandat ging an Winfried Bausback (CSU).
| Direktkandidat      | Partei       | Erststimmen | Gesamtstimmen | Gesamtstimmen ggü. Bayern (%p) | Gesamtstimmen ggü. 2008 (%p) |
| ------------------- | ------------ | ----------- | ------------- | ------------------------------ | ---------------------------- |
| Winfried Bausback   | CSU          | 42,9 %      | 45,9 %        | −1,8 %                         | +2,0 %                       |
| Martina Fehlner     | SPD          | 24,2 %      | 22,7 %        | +2,1 %                         | +4,4 %                       |
| Dennis Neßwald      | FREIE WÄHLER | 4,4 %       | 4,7 %         | −4,3 %                         | −2,5 %                       |
| Thomas Mütze        | GRÜNE        | 15,4 %      | 13,4 %        | +4,8 %                         | +0,6 %                       |
| Karsten Klein       | FDP          | 4,1 %       | 4,0 %         | +0,7 %                         | −4,5 %                       |
| Ibrahim Veziroglu   | DIE LINKE    | 1,8 %       | 1,9 %         | −0,2 %                         | −2,9 %                       |
| Bernhard Schmitt    | ÖDP          | 1,3 %       | 1,3 %         | −0,7 %                         | +0,1 %                       |
| Uwe Schmittner      | REP          | 1,8 %       | 1,9 %         | +0,9 %                         | −0,1 %                       |
| Stefan Elbert       | BP           | 1,7 %       | 1,6 %         | −0,5 %                         | +1,5 %                       |
| Kein Direktkandidat | DIE FRANKEN  | X           | 0,4 %         | X                              | X                            |
| Johannes Büttner    | PIRATEN      | 2,3 %       | 2,4 %         | +0,4 %                         | X                            |

## Landtagswahl 2008
Wahlberechtigt waren bei der Landtagswahl 2008 93.278 Einwohner. Die Wahlbeteiligung lag bei 51,8 %. Die Wahl hatte folgendes Ergebnis:
| Direktkandidat    | Partei                | Erststimmen in % | Gesamtstimmen in % | Veränderung der Gesamtstimmen im Vergleich zur Landtagswahl 2003 in % |
| ----------------- | --------------------- | ---------------- | ------------------ | --------------------------------------------------------------------- |
| Winfried Bausback | CSU                   | 42,3             | 43,9               | − 13,1                                                                |
| Karin Pranghofer  | SPD                   | 18,7             | 18,3               | – 1,9                                                                 |
| Thomas Mütze      | Bündnis 90/Die Grünen | 14,2             | 12,8               | + 1,3                                                                 |
| Walter Kern       | Freie Wähler          | 7,7              | 7,2                | + 3,7                                                                 |
| Karsten Klein     | FDP                   | 8,5              | 8,5                | + 5,6                                                                 |
| Matthias Pfeifer  | REP                   | 1,9              | 2,0                | – 1,5                                                                 |
| Bernhard Schmitt  | ödp                   | 1,2              | 1,2                | – 0,2                                                                 |
| -                 | BP                    | -                | 0,1                | + 0,1                                                                 |
| Franc Zega        | Die Linke             | 4,7              | 4,8                | + 4,8                                                                 |
| Horst Fritz Fuchs | NPD                   | 0,9              | 0,8                | + 0,8                                                                 |
| -                 | RRP                   | -                | 0,4                | + 0,4                                                                 |